# یوهان فیلیپ گراومن
یوهان فلیپ گراومن (Johann Philipp Graumann) (متولد ۱۷۰۶ – متوفی ۲۲ آوریل ۱۷۶۲ در برلین) یک ریاضی‌دان تجارت، متخصص نرخ مبادله و مسکوکات، استاد ضرب سکه در براونشویگ-وولفنبوتل و برلین، طرف‌دار سیاست موازنه اقتصادی و مشاور مالی پروسی بود. او یکی از مهم‌ترین نظریه‌پردازان پولی آلمان در زمان خودش بود. به عنوان استاد ضرب سکه در پروس، او یک اصلاح بزرگ سکه را به هدف تطبیق معیار جدید پولی برای پیشرفت تجارت، افزایش سینیورژ و بالا بردن مسکوکات پروسی به عنوان ارز ذخیره اجرا کرد. گراومن از سوی هم عصرانش به عنوان یک خیال‌پرداز خوانده می‌شد اما معیار سکه‌های او با اندک تعدیلاتی در آلمان تا سال ۱۹۰۷ پابرجا باقی ماند.

## زندگی
چیز زیادی در مورد زندگی گراومن در دسترس نیست، اما برای سال‌های زیادی پدرش، آن‌چنان‌که خود گراومن در دومین طبعش بیان کرده و به برادرش لویس رودولف، دوک برونسویک-لیونبرگ تقدیم کرده‌است، در خدمت آگوستوس ویلیام، دوک برونسویک-لیونبرگ بود. بدیهی است که گراومن از یک جمنازیوم دیدار کرد. در آغاز زندگی حرفه‌ای اش، او در بخش آربیتراژ مبادله ارز تخصص می‌گرفت، یعنی خرید و فروش هم‌زمان ارز خارجی در دو بازار یا بیشتر برای سود از اختلافات در سهمیه‌ها. گراومن از کریستلیب فون کلاوسبرگ بعد از چاپ اثرش Demonstrative Rechenkunst, Oder Wissenschaft, gründlich und kurz zu rechnen متأثر شد. گراومن مدعی بود که مخترع قانون زنجیره تجارتی است، در حالی‌که آن‌طور نیست. گراومن در هامبورگ (۱۷۳۰–۱۷۳۴ میلادی) و آمستردام (۱۷۳۷–۱۷۴۰ میلادی) می‌زیست و برای اتاق‌های تجارت اصلی آمستردام کار می‌کرد. (به گفته ویلیم کرسبوم، یک متخصص مالی، او براساس حوزه انتخاب کنندگان هانوور آمده و تقریباً در سال ۱۷۲۰ به آمستردام رسید، چیزی که ثبوت آن مشکل است). او پنجمین کتابش را به دانیل هوفت، شهردار آمستردام، تقدیم نمود.
در ۲۶ ژانویه ۱۷۴۲، او از طرف چارلش اول، دوک برانسویک-وولفنبوتل به عنوان استاد ضرب سکه (Münzmeister) منصوب شد. در براونشویگ، شغل او افزایش عایدات خزانه‌داری و حجم تجارت بود. مارتین کرونکه در کارها با گراومن همکاری می‌کرد. در جریان جنگ جانشینی اتریش در سراسر اروپا کم‌بودی سکه‌های کوچک موجود بود. در سال ۱۷۴۷ میلادی گراومن آلبرتوتالر (Albertustaler) پست شده را معرفی کرد. او می‌خواست با رقیب هلندی‌اش که از آلبرتوتالر برای پرداخت به کشورهای بالتیک کار می‌گرفت، رقابت کند. در سال‌های ۱۷۴۸/۱۷۴۹ او در اسپانیا زندگی کرده و بر کتاب جدیدش کار می‌کرد. در سال ۱۷۴۹ میلادی او اثر پیشگامش Abdruck eines Schreibens, die Teutsche und anderer Völker Münzverfassung, insonderheit die hochfürstliche Braunschweigische Münze zu den Annehmlichkeiten betreffend را چاپ کرد که در آن او برنامه‌ای را برای اصلاح مسکوکات تشریح کرده و معیار رایج ۱/۱۲ لایپزیک را به سکه‌های نقره‌ای واگذار کرد (= ۱۲ تالر فی کلن مارک). این کتاب فعالیت‌های مأموران ضرب سکه برونسویک را مورد توجه فردریک دوم، پادشاه پروس قرار داد. ایده‌های او در مورد طلا که ۴ در صد بیشتر ارزش‌گذاری شده بود، توسط دولت در برونسویک و توسط فردریک پذیرفته شد اما ژولیان ملکیور استروبه آن را نپذیرفت، کسی که به دولت در چورهانوور، مشخصاً جورج دوم بریتانیای کبیر، پاسخ نوشت.

### اصلاح ارزی گراومن
تا سال ۱۷۵۰، صنعت مسکوکات پروس متشکل از شرکت‌های نیمه خصوصی بود که توسط استادان ضرب مسکوکات اداره می‌شد. بعد از آن مدیران ضرب مسکوکات که در خدمت شاه بودند اداره مسکوکات پروس را به‌عهده گرفتند. در سال ۱۷۵۰ میلادی پروس دو و حتی سه معیار مسکوکات داشت که برای ادارات و مخصوصاً برای پرداخت تحویل‌دهی نقره آزاردهنده بود.

در ۲۳ ژانویه ۱۷۵۰، گراومن به عنوان مشاور سری فردریک در امور مالی، نظامی و ملکیت‌های شاهی و همچنین مدیر کل تسهیلات مسکوکات در برلین، بریسلاو، کلیف، آوریخ، کونیگسبرگ، ماگدبرگ و ستیتین منصوب شد. گراومن دو وظیفه اساسی داشت: اول، او مسؤل تضمین موجوودیت سکه نقره برای سیستم پولی پروس بود؛ دوم، او وظیفه داشت بی‌نظمی ارز جنگ جانشینی اتریش را از بین برده و مسکوکات پروس را عقلاً توجیه پذیر بسازد. پروس یک تالر پروسی که حاوی ۱/۱۴ مارک کلن نقره بود را به عوض ۱/۱۲ (قسمی که در معیار لایپزیک بود) پذیرفتند، احتمالاً با این توقع که این سکه واقع‌گرایانه در سراسر امپراطوری رایج گردد. این معیار جدید به نام معیار سکه گراومن یاد می‌شد. گراومن اعلان کرد که با دور کردن سودهای بانک‌داری و مسکوکات که در آن زمان به هلند پرداخته می‌شد، او می‌تواند به حق‌الضرب بلند سکه برای دولت دست یابد و برلین می‌تواند بزرگ‌ترین مرکز مبادله ارز در اروپای مرکزی و شمالی شود. در سال ۱۷۵۰ میلادی، نقره – برای نیم میلیون تالر – در لندن، آمستردام و فرانکفورت آم ماین برای تسهیلات مسکوکات برلین خریداری شد. در آوریل ۱۷۵۱ پول جدید کافی وجود داشت تا به عنوان یک محیط دوران‌کننده عمل کند. محتوای فلزی «ریشستالر» جدید مساوی یا نزدیک به ارزش ظاهری آن بود. تمام قراردادها، تضمینات و مبادله ارز باید تنها با پول جدید [پروس] انجام می‌شد در غیر آن‌صورت از لحاظ قانونی قابل اجرا نبودند. در پایان ماه می ۱۷۵۱، به «Generalkassen»، گمرکات و دفاتر پُستی حکم شد تا پرداخت‌های شان را تا حد امکان با پول جدید انجام دهند.
تمام تلاش‌های گراومن به این هدف متمرکز بود که ارزش بازار سکه‌های پروس را بلند نگهداشته و ارزش بازار انواع سکه‌های خارجی را کاهش دهد. پروس تصمیم گرفت تا پول میده زیادی تولید کند و این به آن معنی بود که سکه‌های بزرگ نقره‌ای آن‌ها (Kurantmünzen) ذوب شده و به جاهای صادر می‌شد که نقره دارای ارزش بلندتر بود. پروس این حالت را با تعیین‌کردن ارزش بیش از حد به سکه‌های طلا نسبت به نقره بدتر ساخت. گراومن به هلندی‌ها که در آنجا سکه‌ها در جاهای مختلف در بالتیک تا ۸ در صد بیش از ارزش داخلی آن دوران می‌کردند، رشک می‌برد. او می‌خواست پروس نیز بتواند همان کار را بکند.
در سال ۱۷۵۲ میلادی یک کارخانه جدید ضراب‌خانه در مونزستراس (Spandauer Vorstadt) ساخته شد و گرومان پرسونل ضراب‌خانه را ده برابر کرد اما او به اندازه کافی نقره نداشت تا بتواند این عملیات را سودآور نماید. در دوم سپتامبر او با ویتل هاین ایفرایم یک قرارداد نقره را تنظیم کرد. در سال ۱۷۵۳ میلادی او «Achtgutegroschen» اسمی را معرفی کرد که با کاهش ۳ درصدی «Münzfuß» در تولید ارزان‌تر بود. فردریک که با عمل‌کرد گراومن قانع نبود تصمیم گرفت تا خودش در قرارداد تأمین نقره مذاکره کند. در سال ۱۷۵۳ میلادی گراومن با همراه ساختن بانک مبادله ارز، بانک قرضه‌دهنده و بانک صادرکننده اسکناس به یک نهاد واحد یک بانک مرکزی را پیشنهاد کرد تا نقره بیشتر به پروس جلب شود. این پیشنهاد با مخالفت شدید تجاران-بانک‌داران محلی، برسلاو و هامبورگ قرار گرفته و تطبیق نشد. از آنجایی‌که سود کارخانه‌های ضراب‌خانه با اهداف فردریک هم‌خوانی نداشت، گراومن از اوایل ۱۷۵۵ از شغلش مرخص شد و اجازه نداشت تا دانش خود را پخش کند. آشفتگی ایجاد شده با مقادیر انبوه مسکوکات (Scheidemünzen) آشکار بود. مبادله کردن سکه‌ها به یک هنر تبدیل شده بود. 

## بعداً چه شد
پس از سقوط گاومن اجاره ضراب‌خانه پروس در کونگسبرگ به موزس برانکل و ویتل هاین ایفرایم منتقل شد. موفقیت آن‌ها در کونیگسبرگ آن‌قدر زیاد بود که تحت شرایط مشابه اجاره ضراب‌خانه‌های آوریخ و کلیفس نیز بًه آن‌ها سپرده شد. موزس لومپرتز، موزس ایساک و دانیل ایتزیگ ضراب‌خانه را در برلین به اجاره گرفتند. در آغاز جنگ هفت ساله، نیازمندی پادشاه به عایدات بسیار بلند رفت. زاکسن بیشتر به دلیل معادن غنی نقره که نزدیک فرایبرگ داشت، مورد تهاجم پروس قرار گرفت. با ادامه جنگ فردریک به کاهش محتوای فلزات قیمتی در سکه‌هایش موافقت کرد تا بیشترین سکه ممکن را به‌دست بی‌آورد. در سال ۱۷۵۶ میلادی ایفرایم عامل کارخانه ضراب‌خانه لایپزیگ، در سال ۱۷۵۷ نیز در درسدن و در سال ۱۷۵۸ تمام کارخانه جات ضراب‌خانه در زاکسن و پروس همراه با ایتزیگ شد. معیار سکه گراومن در سال ۱۷۵۸ در زاکسن و در اول ژانویه ۱۷۵۹ در پروس ترک شد. در آوریل ۱۷۵۹ میلادی گراومن در مورد Mittlefriedrichd’or قدیمی و agio با ایفرایم بحث کرد. ایفرایم و ایتزیگ میلیون‌ها سکه کم کیفیت تولید کردند که به نام ایفرایمیتن یاد می‌شد. در تمام قرن هجدهم در لهستان هیچ سکه‌ای ضرب زده نشد و نتیجتاً زمینه برای سرازیر کردن سکه‌های ارزش باخته به آنجا فراهم بود. سکه‌های کم کیفیت فردریک به بیشتر حکومت‌های آلمانی که همچنین می‌خواستند ارز خود را افزایش بدهند، الهام بخش شد. ضراب‌خانه‌های رقیب در هارزگرود (۱۷۶۰) در آنهالت-برنبورگ، کویدلینبرگ در زاکسن-آنهالت (۱۷۶۱)، شویرین در مکلنبرگ-شویرین (۱۷۶۱)، نیوستریلیتز در مکلنبرگ-سترمیتز (۱۷۶۲) و ریتویش در دوک نشین هولشتین (۱۷۶۲) توسط پروس، مشخصاً توسط ایفرایم به عنوان یک رقابت ناخواسته به زور بسته شده یا به‌دست آمد.
در سال ۱۷۶۰ میلادی قیمت نقره که قرار بود از وییسلبانک در آمستردام آورده شود از ۱۹ به ۲۸ و ۳۴ ریشستالر در هر مارک افزایش یافت. از نوامبر ۱۷۶۱ بیشتر «کریگسگلدهای» خارجی دیگر در پروس و زاکسون قابل پذیرش نبودند، مگر این‌که ذوب می‌شدند. یک استثنا برای سکه‌های ضرب زده شده در آنهالت-بردبرگ موجود بود که برای خریداری نقره در آمستردام و همبورگ مورد استفاده قرار می‌گرفتند.
گراومن ۵۶ ساله در آوریل ۱۷۶۲، مانند بیشتر مردم در برلین، در اثر مریضی هضمی درگذشت. او در پتریکیرخ (برلین-کولن) دفن شد. خانم او یوهانا کریستینا هرسن از هسن، کسی که در سال ۱۷۵۰ با او ازدواج کرده بود، به‌جا ماند.

## نتیجه‌گیری
فردریک هیچ‌گاهی از مسؤلیت تورم در پروس که بیشتر تاریخ‌نگاران آن را به عنوان نوع جعل توسط دولت توصیف کرده‌اند، فرار نکرد. او آن را به عنوان یگانه راه برای تأمین پول نقد مورد نیاز برای مصارف جنگ بدون تحمیل بار سنگین مالیات بر دوش رعایایش می‌دانست. این‌که چه مقدار سکه واقعاً ضرب زده شده و مجموع عایدات او از این تورم چقدر است، مشخص نیست. اسناد تنها در مورد ضراب‌خانه در درسدن از فوریه ۱۷۵۸ تا می ۱۷۵۹ به دست رسیده‌است. به گفته جان گریتنز «گراومن و جستی در وضعیت آلمان دوتکه گیر افتاده بودند که در آن بیشتر دولت‌ها حق داشتند مسکوکات ضرب زده و سکه‌ها را کم ارزش ساخته و عاید به‌دست بی‌آورند».
گراومن بعد از برکناری‌اش توسط فردریک باقیمانده زندگی‌اش را در پالایس آم فستونگسگرابن (تا مقر وزارت مالیه پروس در جنگ جهانی دوم) سپری کرد. برخی از کتاب‌هایش به زبان فرانسوی ترجمه شده‌اند. گراومن با تجار اسکاتلندی، جیمز ستیوارت (اقتصاددان) مکاتبه داشت و تعدادی از مقالات را دربارهٔ رابطه میان طلا و نقره تولید کردند.
گراومن «Gesammelte Briefe» حاوی بهترین بحث معاصر ضرب مسکوکات است. بر اساس گفته‌های گراومن قبل از جنگ هفت ساله نسبت به هرجای دیگر در آلمان نقره ارزان‌تر و طلا قیمتی‌تر بود. او معتقد بود که اگر پروس بتواند برابر جمهوری هلند سکه ضرب بزند، پروس می‌تواند سکه‌هایش را با همان ارزش بلند دوران دهد. او در توضیحاتش بسیار دقیق است اما برخی از مفاهیم مدرن اقتصادی را کم دارد. به نظر گراومن دو «صادر کننده» موفق سکه وجود دارد: فرانسه و جمهوری هلند. فرانسه به‌خاطری‌که یک کشور بزرگ بود و مانع سکه‌های خارجی می‌شد. هلند به این دلیل که همه کس در آنجا تجارت سکه و اسکناس می‌کردند، قسماً به دلیل سیستم دریافت‌های ویسل‌بانک، اما قسماً صرف به این دلیل که همه موافقت کرده بودند که آمستردام محل چنین تجارت‌های بود. در طویل مدت، صادرات پول گراومن بدون صادرات کالا برای کنترل نرخ مبادله نامناسب بود.
در ۱ دسامبر ۱۷۶۳، مارتین کرونکه (Martin Kröncke)، استاد قبلی ضرب سکه در برسلاو جانشین گراومن شد. معیار سکه گراومن دوباره تعریف شده و در تمام آلمان شمالی و مرکزی پخش گردید. فردریک دوم حکم آن را در ۲۹ مارس ۱۷۶۴ امضا کرده و در اول ژوئن قابل اجرا گردید. ایده‌های گراومن مبنای معرفی سیستم منظم مسکوکات آلمان را در قرن نوزدهم شکل می‌دهد.

## ارجاعات
1. ↑  Preuss, Johann David Erdmann (25 January 2019). "Friedrich der Grosse: Eine lebensgeschichte". Nauck – via Google Books.
2. ↑  Archiv für Civil-Justizpflege, politische u. kameralistische ..., Band 1 von Franz Joseph Schopf, p. 91
3. ↑  Der deutsche Zoll-Verein und das deutsche Maas- Gewicht- und Münz-Chaos in ... von Alexander Lips, p. 24
4. ↑  S. Stern (1962) Der Preussische Staat und Die Juden (3 Volumes): Dritter Teil / Die Zeit Friedrichs des Grossen. Erste Abteilung: Darstellung. Kapitel Neun: Die Preussische Münzpolitik. p. 231
5. ↑  "Jan Greitens (2017) Geldtheorie und -politik in Preußen Mitte des 18. Jahrhunderts" (PDF). ibf-frankfurt.de.
6. ↑  Graumann, Johann Philipp (25 January 2019). Europäischer Arbitrage-Tractat oder arithmetische Wechsel-Tabellen zum großen Vortheile der ansehnl. Hrn. Banquiers …: sammt der Licitationsrechnung, oder wahre Beschreibung des Interusurii ... Heuss – via Google Books.
7. ↑  SCHOENBERG, Charles Louis (25 January 2019). "The Chain Rule, a Manual of Brief Commercial Arithmetic, Etc" – via Google Books.
8. ↑  Heinrich, Christoph Gottlob (25 January 1799). Teutsche Reichsgeschichte. Weidmann. p. 266 – via Internet Archive. graumann braunschweig philipp.
9. ↑  Inventaris van het archief van Willem Kersseboom, 1720-1771 (1788) http://proxy.handle.net/10648/3c0854fd-7f2f-4a69-93dd-4d23102cea1c
10. ↑  "Jan Greitens (2017) Geldtheorie und -politik in Preußen Mitte des 18. Jahrhunderts, p. 5" (PDF). ibf-frankfurt.de.
11. ↑  The quintessence of the book can be found in par. 189–206. In par. 74 he wrote he was living in Spain.
12. ↑  Michael Paul Baumhauers Rechtsgelehrten, Versuch eines Neuen und richtigen Lehr-Gebäudes der Politischen Münz-Wissenschaft im Grund-Risse: zum Vortheil der Einkünfte großer Herren, zum Nutzen der ganzen Handelschaft, und zum Besten des deutschen gemeinen Wesens entworfen: nebst einer Vertheidigung des hohen Münz-Fußes, p. 49-51
13. ↑  "We have moved!". www.bundesbank.de. Archived from the original on 29 January 2019. Retrieved 8 January 2022.
14. ↑  F. von Schrötter, p. 93
15. ↑  Schui, Florian (14 March 2013). Rebellious Prussians: Urban Political Culture Under Frederick the Great and His Successors. OUP Oxford. ISBN 978-0-19-959396-5 – via Google Books.
16. ↑  Lenz, Friedrich; Unholtz, Otto (25 January 2019). "Die Geschichte des Bankhauses Gebrüder Schickler. Festschrift zum 200 jährigen bestehen". Berlin G. Reimer – via Internet Archive.
17. ↑  F. von Schrötter (1902–13) Das preussische Münzwesen im 18. Jahrhundert, p. 167
18. ↑  F. von Schrötter (1908), p. 79–81, 113
19. ↑  Quellen zur Geschichte der Juden in den Archiven der neuen Bundesländer. Geheimes Staatsarchiv Preußischer Kulturbesitz, Teil I: Ältere Zentralbehörden bis 1808/10 und Brandenburg-Preußisches Hausarchiv (1999), p. 96
20. ↑  http://www.tempelhofer-muenzenhaus.de/downloads/153_29x236.pdf
21. ↑  F. von Schrötter, p. 123, 130, 139, 141
22. ↑  William Roberds & François R. Velde (2014) Early Public Banks, Working Paper http://press.princeton.edu/titles/7306.html
23. ↑  F. von Schrötter, p. 135, 136, 139, 144; H. Rachel & P. Wallich, p. 521
24. ↑  Jan Greitens (2017) Geldtheorie und -politik in Preußen Mitte des 18. Jahrhunderts, p. 6
25. ↑  S. Stern, p. 233-234
26. ↑  Meyer, Ferdinand (25 January 1876). "Berühmte Männer Berlins und ihre Wohnstätten: Friedrichs des Großen Zeitalter". Weile – via Google Books.
27. ↑  F. von Schrötter, p. 104, 114
28. ↑  F. von Schrötter, p. 106
29. ↑  B. Kluge (2013) Für das Überleben des Staates, p. 139-140. In: Jahrbuch für die Geschichte Mittel- und Ostdeutschlands, Band 59
30. ↑  F. von Schrötter, p. 87-89
31. ↑  F. von Schrötter, p. 36, 51, 62
32. ↑  B. Kluge (2013) Für das Überleben des Staates, p. 141-142
33. ↑  F. von Schrötter, p. 85
34. ↑  B. Kluge (2013) Für das Überleben des Staates, p. 125, 142
35. ↑  F. von Schrötter, p. 70
36. ↑  S. Stern, p. 249
37. ↑  F. von Schrötter, p. 44
38. ↑  S. Stern, p. 241
39. ↑  F. von Schrötter, p. 42
40. ↑  "Participants - Money, Power and Print". www.moneypowerandprint.org.
41. ↑  Adam-Tkalec, Maritta (9 April 2018). "Wohnhaus, Theater, Finanzministerium: Die Geschichte des Palais am Festungsgraben". Berliner Zeitung.[پیوند مرده]
42. ↑  Biographie universelle, ancienne et moderne; ou, Histoire, par ..., Band 18
43. ↑  "Jan Greitens (2017) Geldtheorie und -politik in Preußen Mitte des 18. Jahrhunderts, p. 14" (PDF). ibf-frankfurt.de.
44. ↑  Hayek, F. A. (23 June 2005). The Trend of Economic Thinking: Essays on Political Economists and Economic History. Routledge. ISBN 978-1-134-96604-2 – via Google Books.
45. ↑  "Susanne Schulz-Falster RARE BOOKS. London Olympia 2015, nr 46: The Beginning of a Central Bank" (PDF). ilabprize.org. Archived from the original (PDF) on 30 June 2018. Retrieved 8 January 2022.